# 조지 헬미
조지 사미르 헬미(George Samir Helmy, 1979년 10월 27일 ~ )는 미국의 정치인으로 미국 연방상원의원이다.

## 학력
- 럿거스 대학교 심리학과 학사
- 하버드 익스텐디드 스쿨 재무관리학 교양 석사

## 경력
- 2019.02 ~ 2023.09 뉴저지 주지사 비서실장
- 2024.08 ~ 2024.12 미국 뉴저지주 연방상원의원